# Urrez

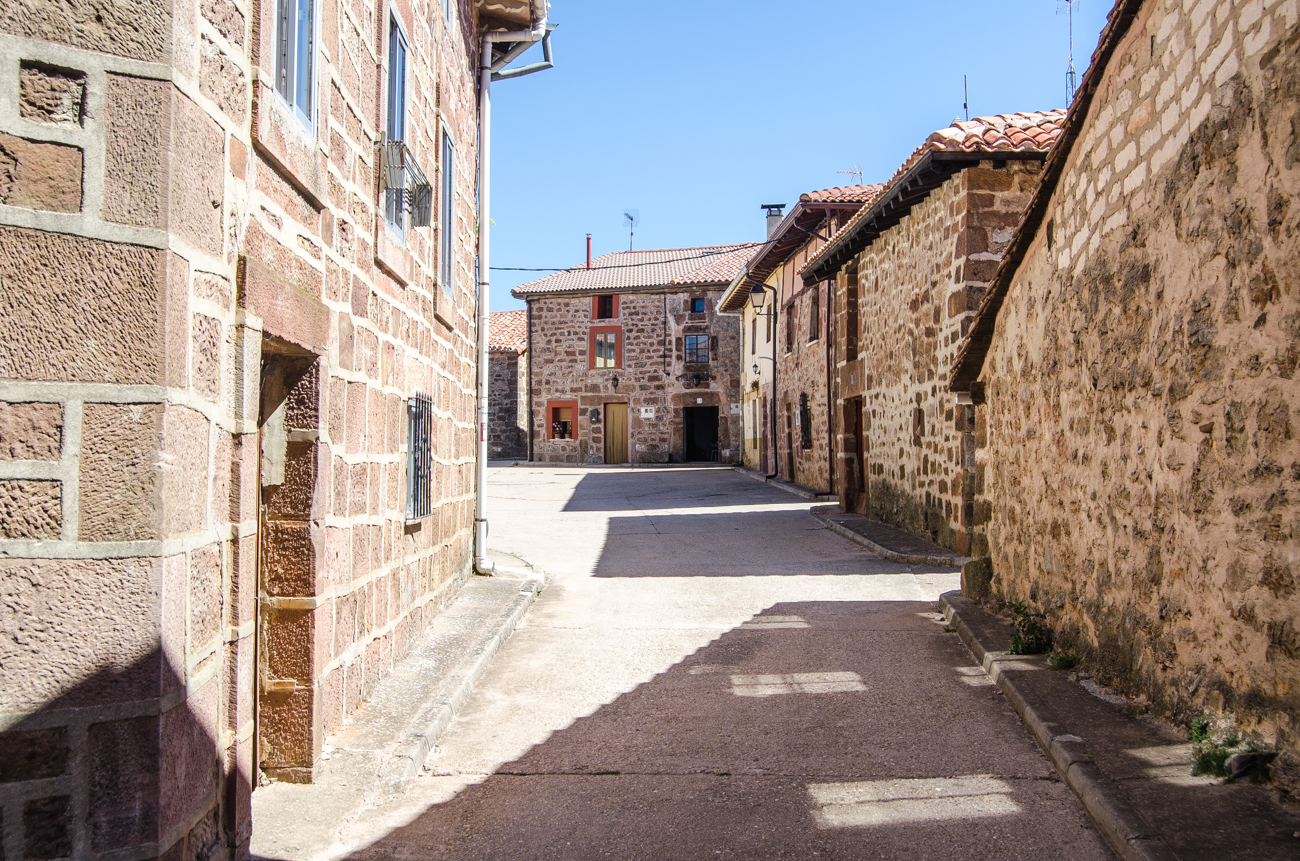
Calle típica.

Urrez es un núcleo de población perteneciente al municipio de Villasur de Herreros, comarca del Alfoz de Burgos. Es una pequeña población de origen medieval.

## Datos generales
Está situado a 6 km de la capital del municipio. Cuenta, por carretera, con un solo acceso, un ramal, la carretera local  BU-V-8135 , que nace en la carretera provincial  BU-820  y termina en Urrez, con un recorrido total de unos 5 km.
Se ubica en la sierra de la Demanda, asentándose, sin embargo, en terreno llano, junto a la sierra. Se eleva 1 149 metros por encima del nivel del mar,

## Toponimia
El nombre de Urrez es de origen euskérico. Se cree que tiene su origen en los autrigones, tribu vasca con posibles élites celtas en su parte oriental, que habitaba lo que son Cantabria y Burgos nororiental y una parte occidental del País Vasco, asentándose en esta comarca y en este lugar en particular. Deriva de urr(e)itz (avellano), palabra vasca, y el sufijo colectivo fitonímico vasco -ti, que dan Urrezti (avellaneda), el nombre originario que luego fue acortado a Urrez. Pese a la similitud de urreitz con urre no tiene que ver con la propuesta que dice derivarla de urre' (oro en lengua vasca).

## Historia
Urrez perteneció desde el siglo X al alfoz de Arlanzón. Más tarde se integró en el alfoz de Oca, siendo después parte de la merindad de La Rioja con Montes de Oca. Se le cita en un documento de autoría dudosa del monasterio de San Millán de la Cogolla del año 863. Más tarde aparece citado en algunas propiedades del citado monasterio y del de San Pedro de Cardeña, según se puede ver en sus cartularios. En el cartulario de San Pedro de Cardeña de 964, primera cita fiable de su existencia, se le nombra como Urrezti, al recibir el monasterio propiedades y derechos de pastos y uso del monte iuxta terminum Urrezti… de illo portillo de Balle Longa usque exist in campo de Serraatillas, et deinde uadit uia que discurrit de lombo et uenit ipsa karrera iusta otero Dorqueti et exit ad illas Peniellas.
En 1065, los vecinos de Urrez y los del actual despoblado de Cabrera llegaron a un acuerdo con el abad del monasterio de San Julián y Santa Basilisa de Bezares, al parecer ubicado en la cercanía de San Juan de Ortega, para respetar los turnos de uso del molino que tienen en Uilla Ferreros ... molino in flumine Salanzone.
En 1318 se pagan algunos tributos al monasterio de las Huelgas de Burgos. En 1352 aparece citado en el Becerro de las Behetrías como abadengo del Hospital del Rey. Entre 1591 y 1594 se cita como integrada en la ciudad y provincia de Burgos. El catastro de la Ensenada, 1752, recoge en su cuestionario las respuestas que dio el pueblo de Urrez.
En 1785 Urrez era villa de abadengo, del partido de Juarros.
De acuerdo con el Diccionario geográfico-estadístico-histórico de España y sus posesiones de Ultramar de Pascual Madoz (1845-1850) Urrez disponía de ayuntamiento, escuela (16 a 20 niños), iglesia parroquial y ermita de Nuestra Señora de la Cabrera. Bosques de robles y hayas, así como pastos. Producía granos, alguna legumbre. Criaba ganado cabrío, lanar, vacuno y equino. Tenía industria de carboneo, telares de lana y molinos harineros.
En 1857 la población de hecho era de 337 habitantes. En 1970 era de 144 habitantes.
En 1975, por Decreto 287/1975, de 13 de febrero, se aprobaba la incorporación del municipio de Urrez al de Villasur de Herreros (Burgos) y la constitución del primero en Entidad Local Menor.

## Demografía
| Gráfica de evolución demográfica de Urrez entre 1842 y 1970 |
| |
| Población de derecho según los censos de población del INE. Población de hecho según los censos de población del INE.Entre el censo de 1981 y el anterior, este municipio desaparece porque se integra en el municipio Villasur de Herreros. |

## Economía

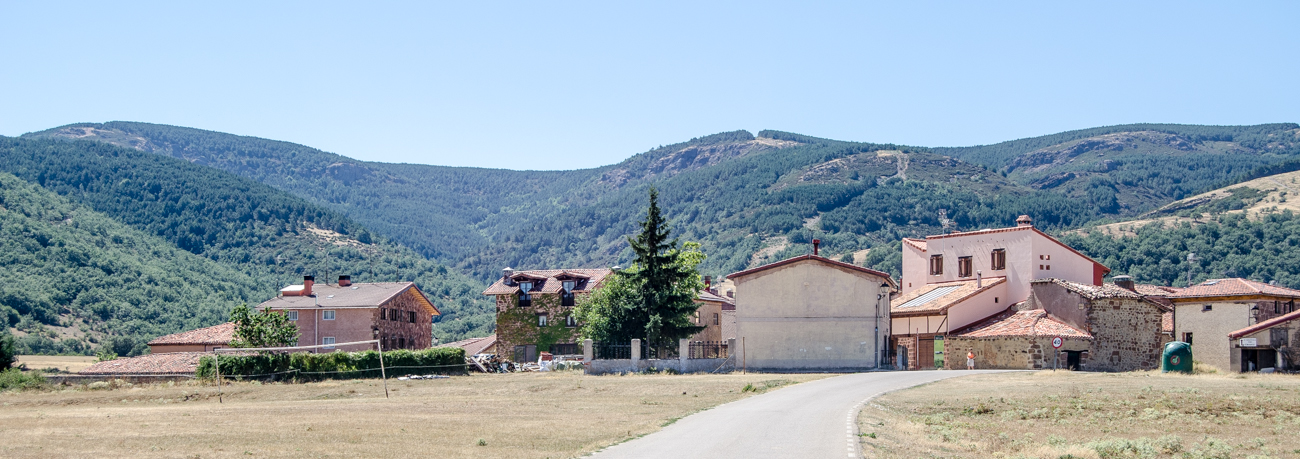

GanaderíaEs una localidad eminentemente ganadera (vacuno y ovino).
Apicultura.
Caza mayor y menor.
Turismo rural y restauración.

## Patrimonio
Varios de los elementos constructivos tienen figuras de protección integral o bien estructural o ambiental.
Iglesia de la Natividad de Nuestra SeñoraTardogótica. Parece que en origen fue un templo románico, del que solo queda una pequeña capilla adosada al muro sur.
Casa consistorial
Núcleo etnográficoLavadero, fragua, potro y horno.
Casa del Cordón
Molino
Minas de carbón y de plomo
Ermita de la Virgen de la Cabrera
Núcleo urbanoMuy cuidado. El pueblo de Urrez recibió en el año 2000 el Primer Premio del concurso de Conservación del Patrimonio Urbano Rural de La Diputación de Burgos.
Vestigios prehistóricos en Las Cabezadas
Cuevas de la Torquilla y de los Mármoles.

## Medio Natural
Hayedo de Urrez.
Vereda de Urrez a Pineda.
LIC y ZEPAExisten terrenos incluidos en la Red Natura 2000, tanto el LIC. “Sierra de la Demanda” como la ZEPA. “Sierra de la Demanda”.

## Ocio
Juego de bolos burgalésEn la bolera de la localidad. La bolera de Urrez es una de las más activas de España en esta modalidad.
Senda Hayedo de UrrezDistancia 8,37 km. Dificultad baja. Solo para hacer a pie. Interés por bosques de pinos y hayas.
Vía Verde de la DemandaMuchos excursionistas la empiezan en Urrez, puesto que a 2 km de la localidad se encuentra el cruce de esta vía verde con la carretera local. Es para montañeros experimentados. Tiene 54 km entre las localidades de Arlanzón y Monterrubio de la Demanda. Apta para hacer a pie, bicicleta, caballo y silla de ruedas con ayuda. El firme es de tierra compactada. Se pasan dos túneles y ocho puentes.
Asociaciones localesAsociación Cultural Amigos de Urrez.

## Festividades
- La fiesta principal de Urrez es en honor a la Natividad.[3]
- Es tradicional la romería a la ermita de la Virgen de la Cabrera de Urrez dos veces al año, una en primavera y otra en otoño.[15][3]
- También se celebra san Isidro.[3]

## Servicios
Consultorio médico
Cantina municipal
Telecentro
Mesón
Casas de turismo rural
Abastecimiento de aguaCaptación natural de la zona de La Majadilla

## Galería de imágenes

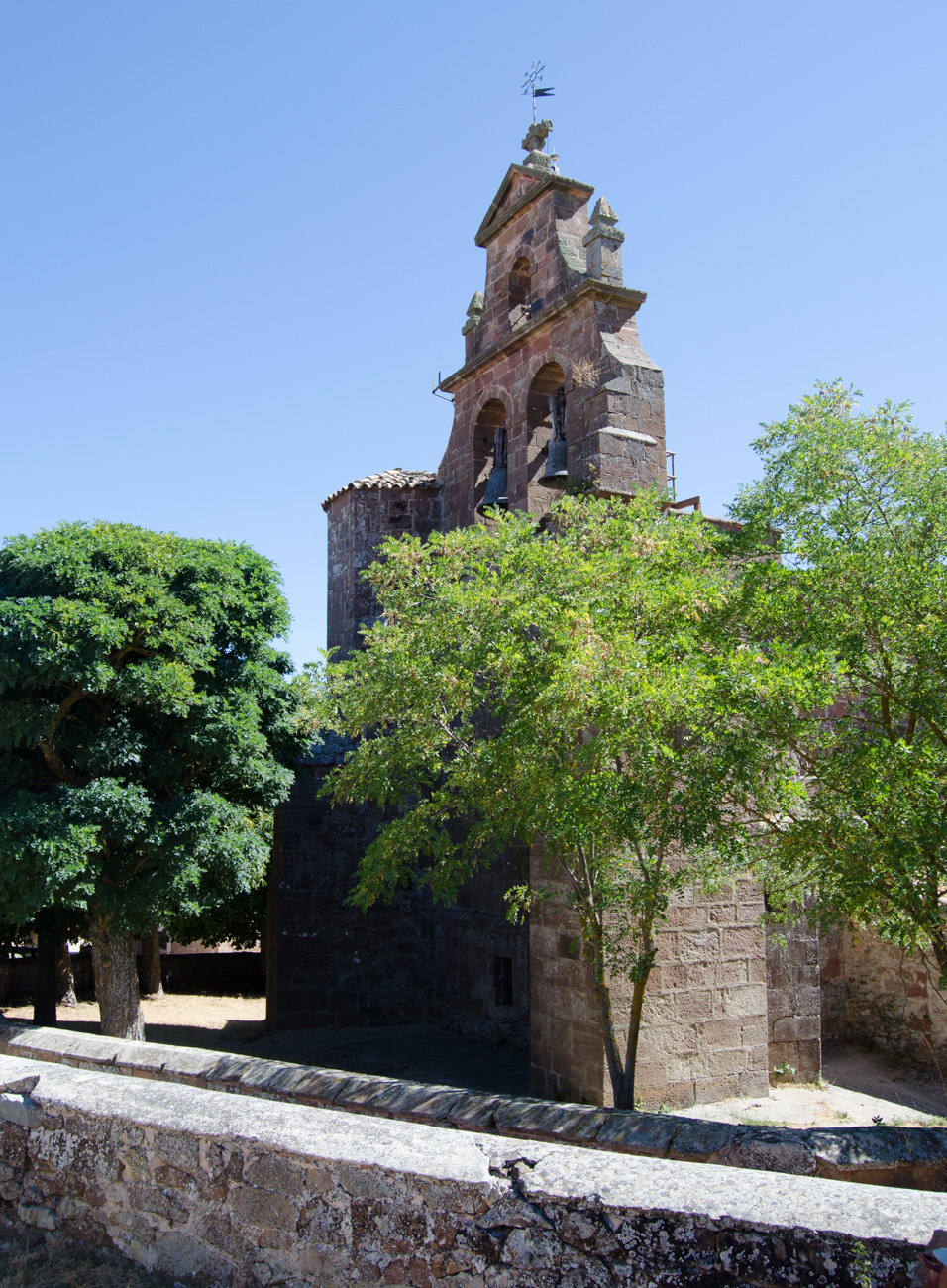
Iglesia de la Natividad.
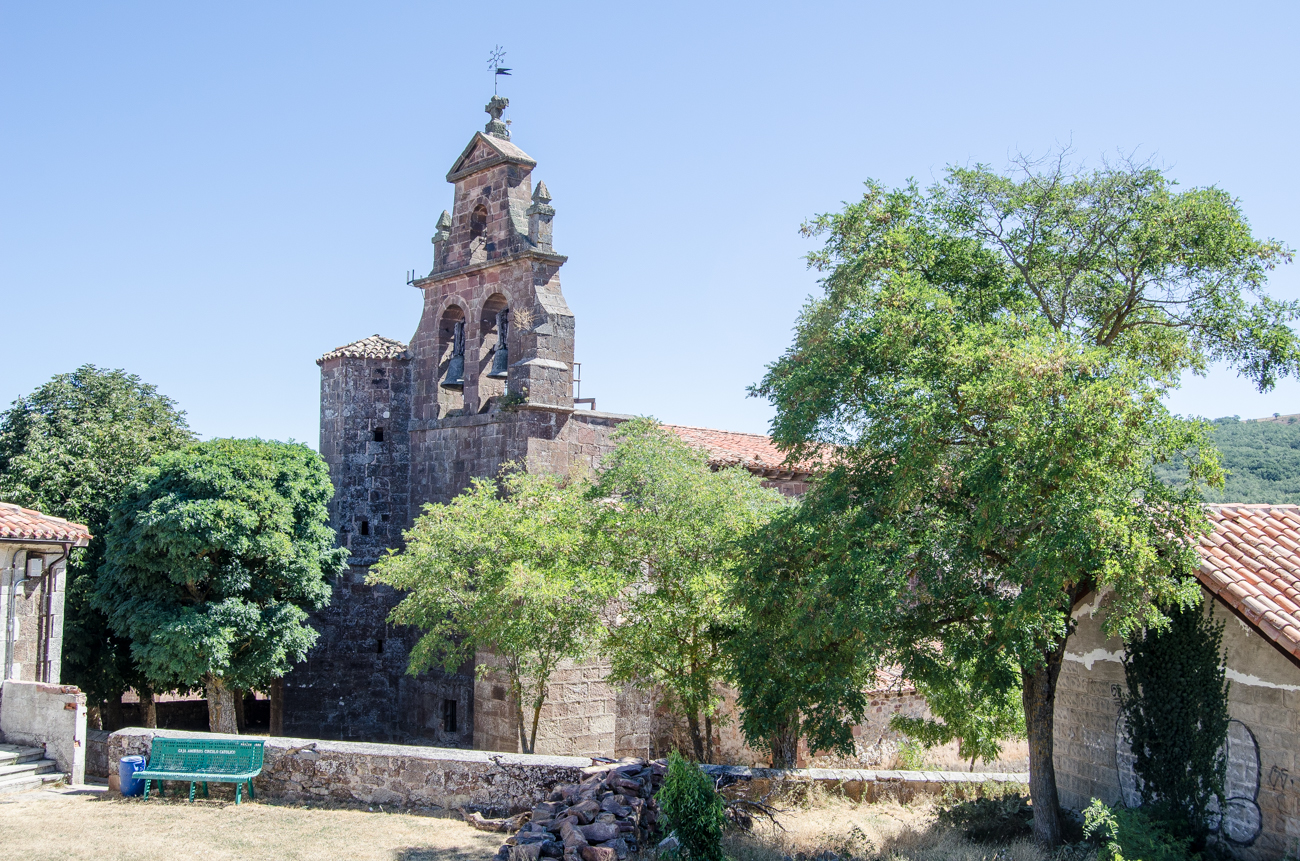
Iglesia de la Natividad.
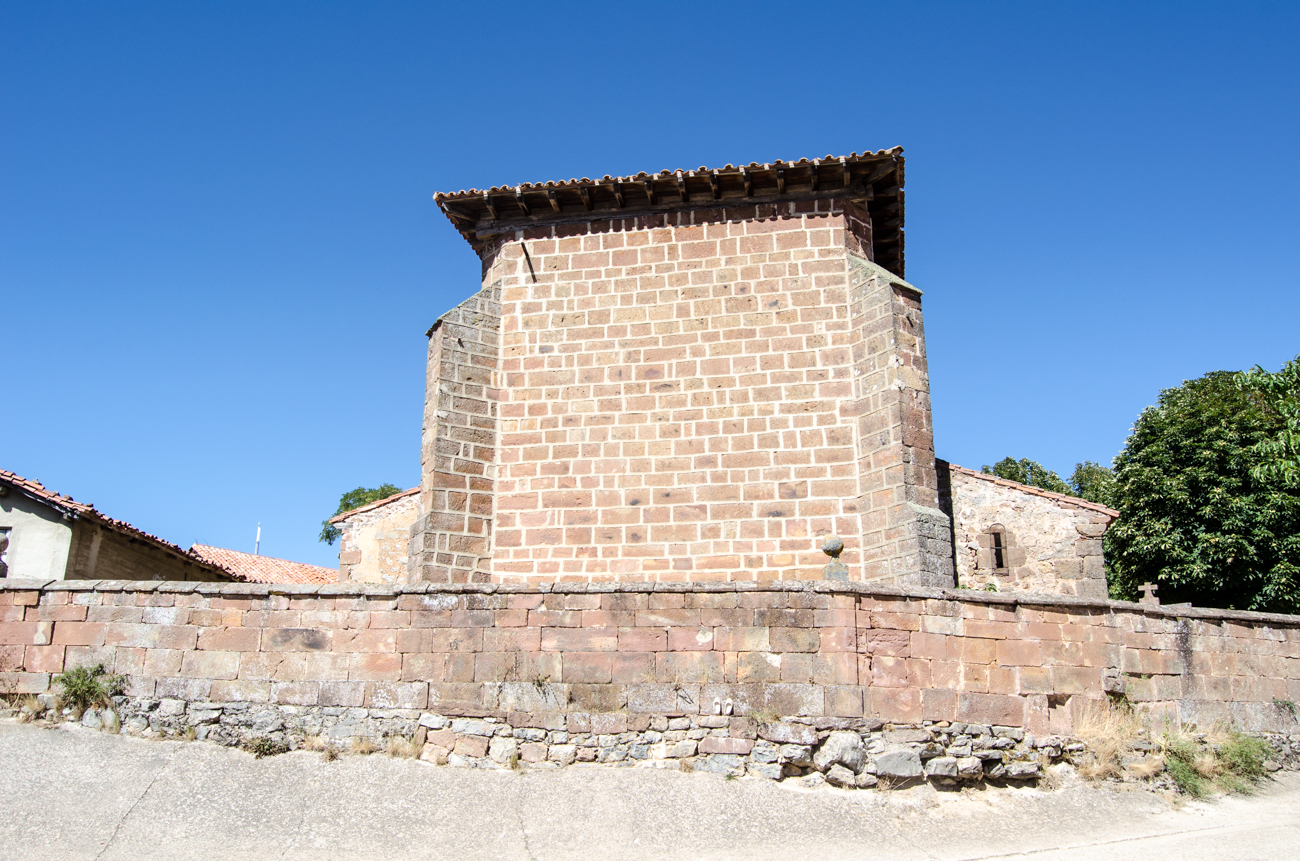
Iglesia de la Natividad.
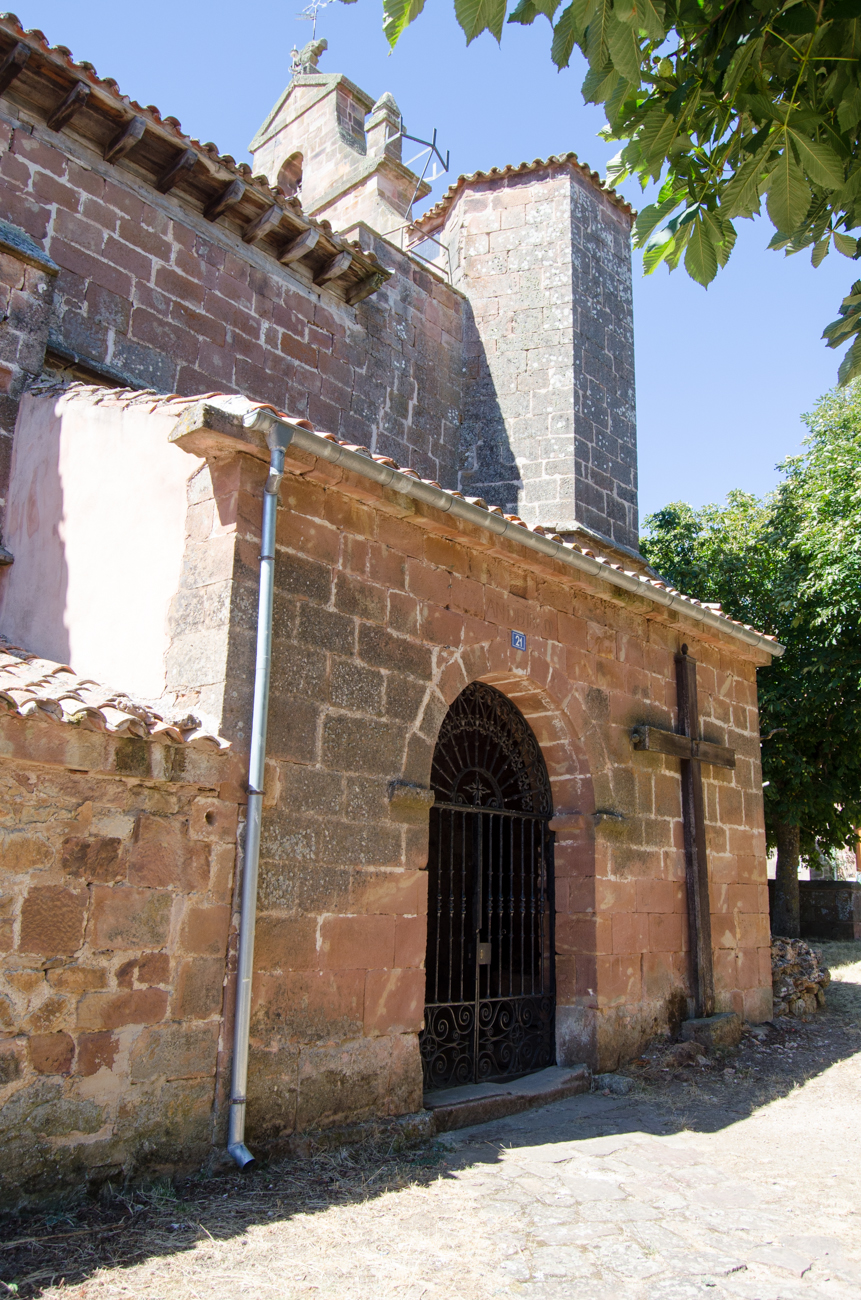
Iglesia de la Natividad.
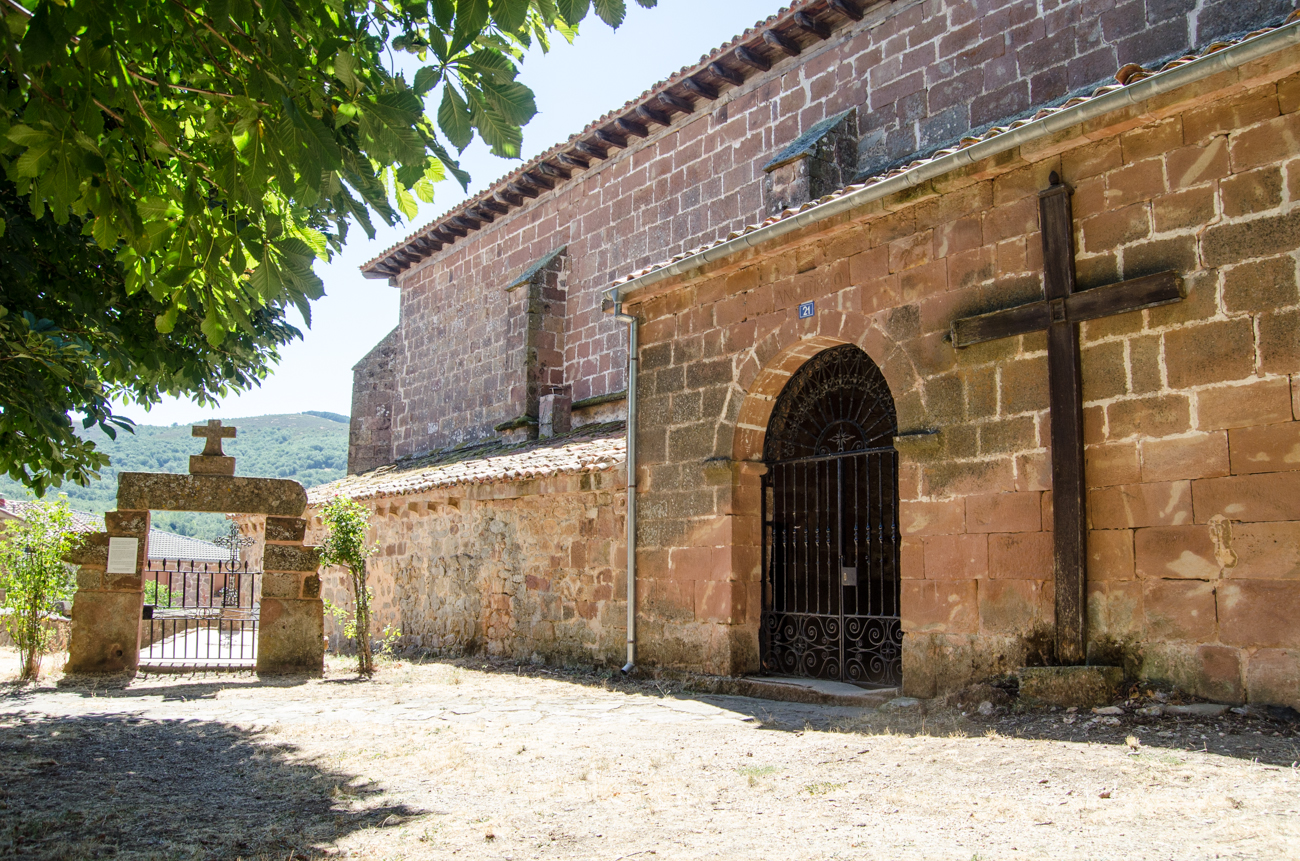
Iglesia de la Natividad.
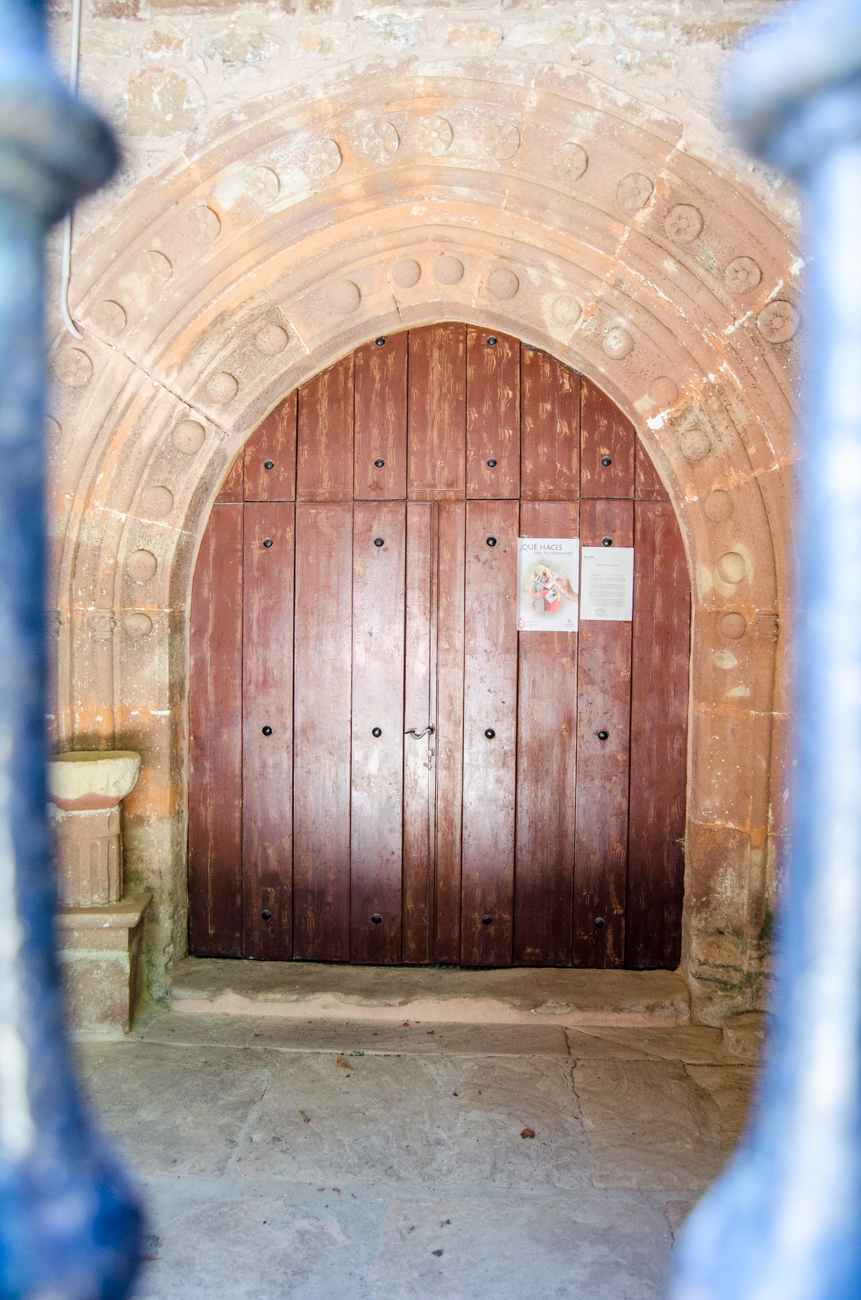
Iglesia de la Natividad.
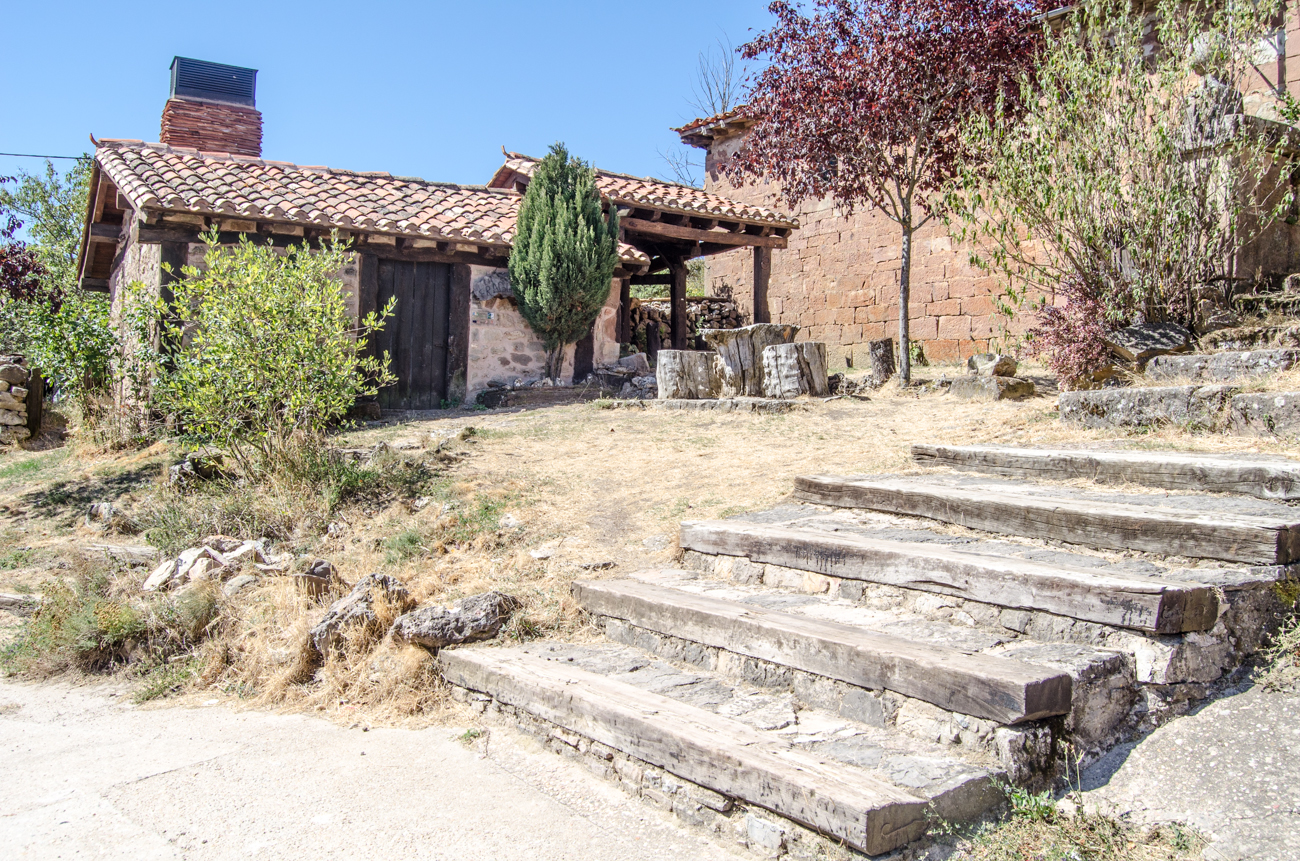
Fragua y potro de herrar.
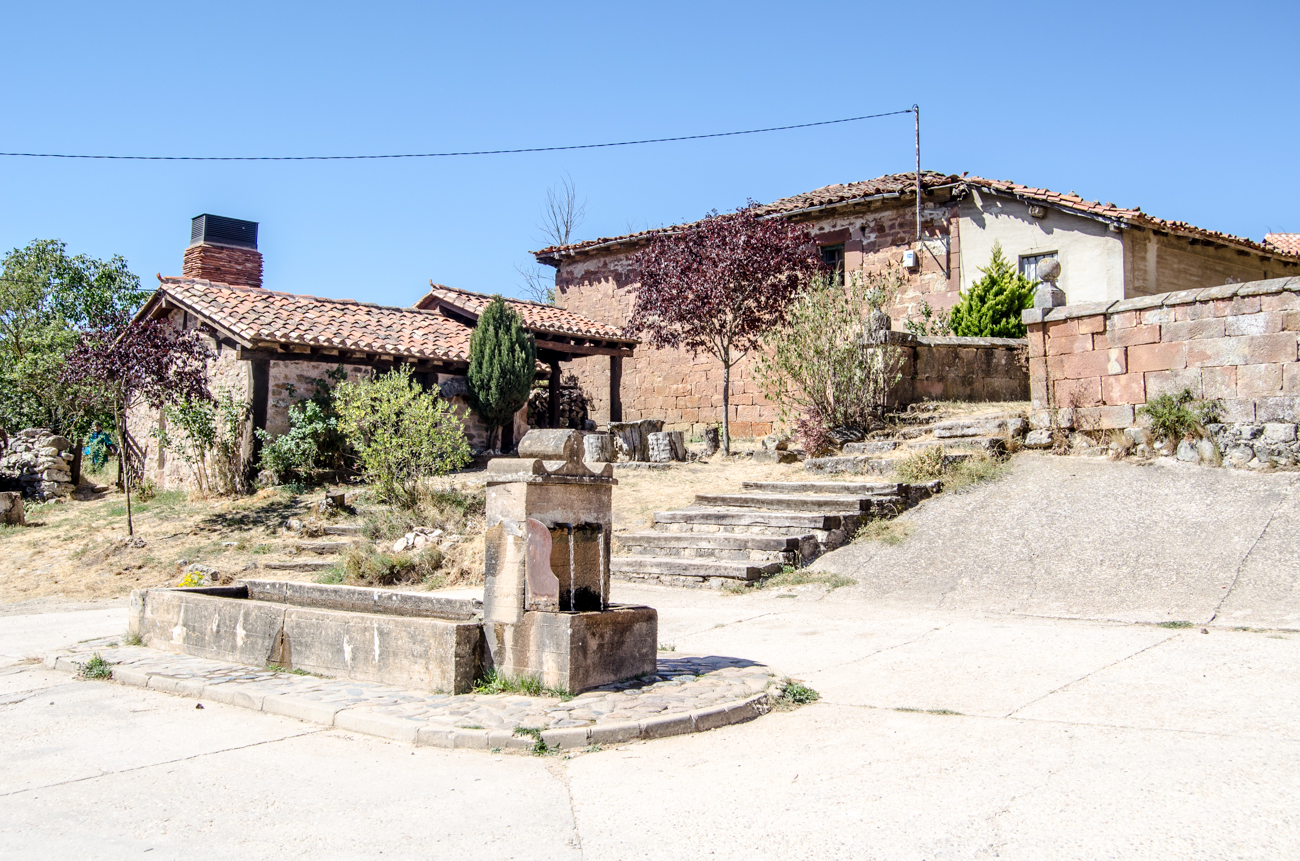
Plaza de la fragua.
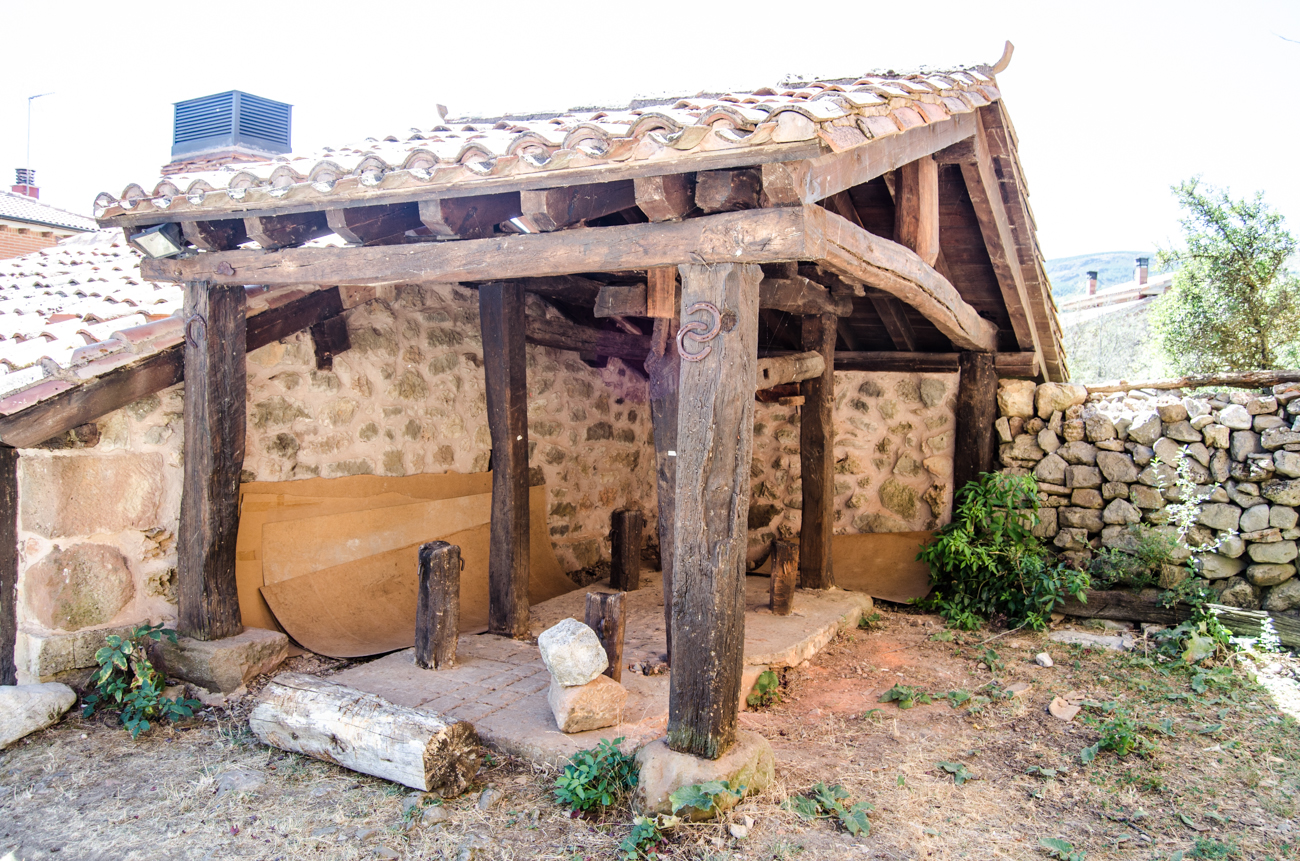
Potro de herrar.
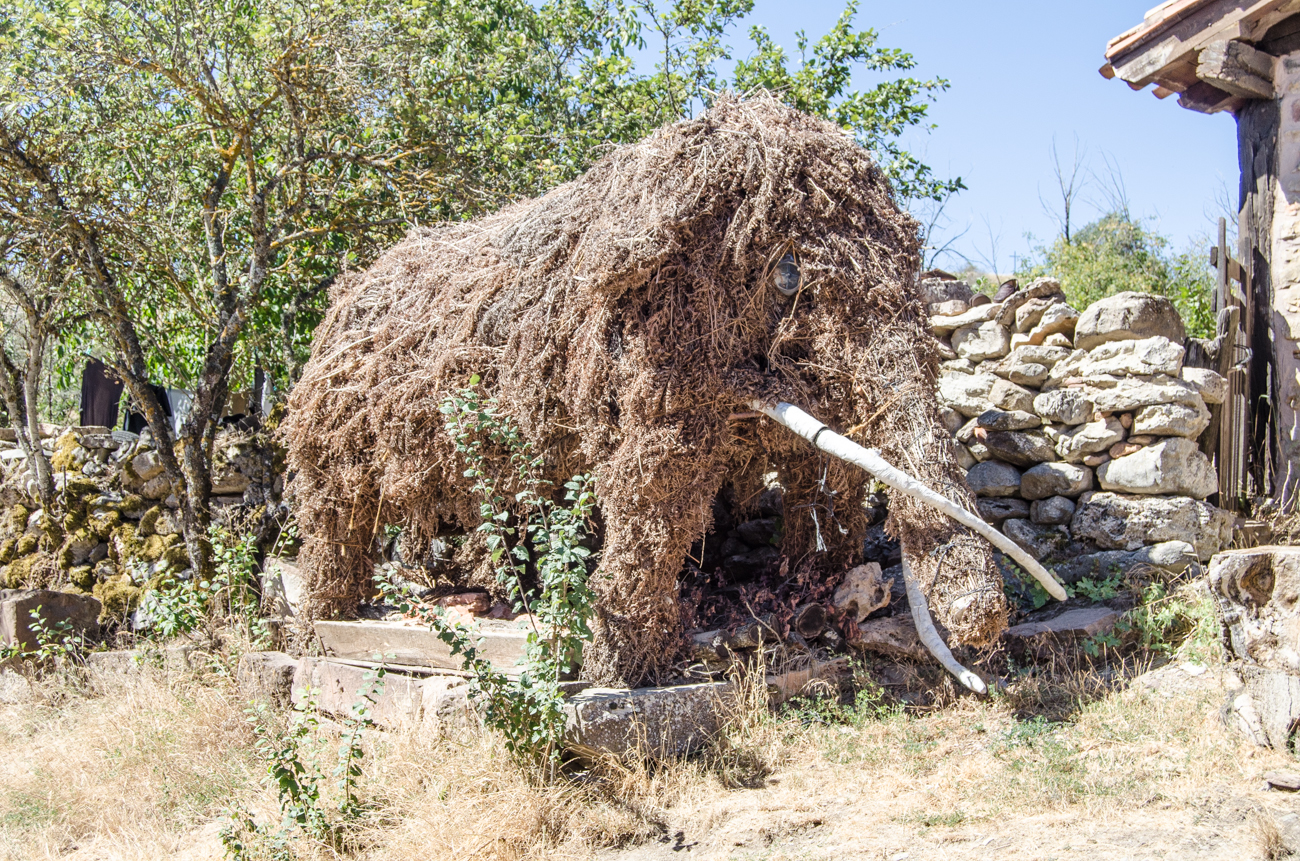
Figura de mamut en una de las calles.